# 格里明山麓圣马丁
格里明山麓圣马丁是奥地利施蒂利亚州利岑县的一个市镇。总面积37.62平方公里，总人口784人，人口密度20.8人/平方公里（2005年）。